# Escritura española en el siglo XV
En el siglo xv, se usaron cinco clases de letra en España:
- la cursiva o itálica (que los tipógrafos actualmente llaman «bastardilla»)
- la redonda
- la alemana
- la cortesana
- la procesal

## Cursiva o itálica
Se da el nombre de letra cursiva o itálica a una escritura cuyos caracteres se asemejan a los de la bastarda española y que habiéndose imitado de los breves pontificios y otros documentos italianos, se generalizó en España, especialmente entre las personas que se dedicaban al cultivo de las ciencias. [cita requerida]
Las relaciones en que estuvo con Italia el reino de Aragón hicieron que se generalizara en este reino antes que en Castilla, no sólo para las obras científicas, sino también para los documentos. [cita requerida]

## Escritura redonda
La letra redonda, llamada también de juros, era regular en su trazado, ancha, de líneas gruesas, escasa en abreviaturas y algo parecida a nuestra letra de imprenta. La única dificultad que su lectura ofrece consiste en que por lo general no presenta divididas las palabras con regularidad y guardando la separación debida. Se usó esta letra en los documentos de mayor importancia de los reyes y de los particulares y en algunos libros.

## Escritura alemana
La escritura alemana procedía de la escritura francesa y era conocida en los dos siglos anteriores de los cuales han llegado a nosotros numerosas lápidas con epígrafes en caracteres alemanes.
Se diferenciaba únicamente de la escritura francesa en que era más estrecha y tenía sus extremidades superiores e inferiores terminadas en ángulos agudos. Se usó principalmente para las inscripciones y en la tipografía desde los primeros tiempos de la imprenta. En los documentos apenas tuvo empleo a no ser para los epígrafes. Esta letra tiene mucha semejanza con la gótica moderna cuya letra es derivada de aquella.

## Escritura cortesana delsigloXV
La escritura cortesana, conocida ya en el siglo xiv, era, como anteriormente hemos indicado, una derivación de la escritura de albalaes, de la cual se diferenciaba esencialmente por la redondez de sus trazos. Era la escritura cortesana apretada, menuda, no muy pródiga de abreviaturas y extremadamente ligada. Sus rasgos finales solían prolongarse en forma curva, encerrando dentro de sí cada palabra. Se escribían en esta especie de letra las cartas y despachos expedidos por la secretaría de los reyes, por su consejo y por su cancillería y no pocos documentos de los particulares.

## Escritura procesal

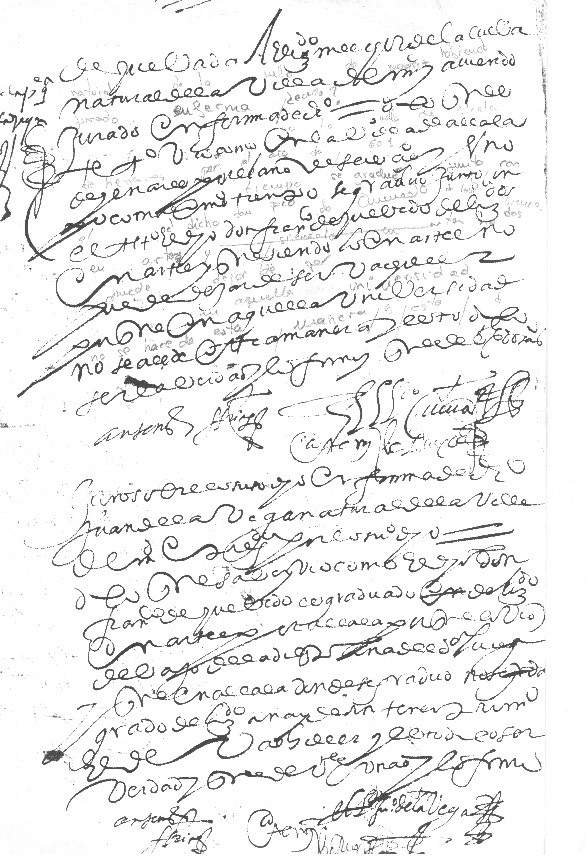
Documento de 1606 referido a Quevedo con escritura procesal encadenada

Por último, la escritura procesal no era sino la corrupción o degeneración de la cortesana. La figura de las letras de una y otra era esencialmente la misma y sus abreviaturas análogas, pero la procesal se distinguía a primera vista por ser más tendida, más incorrecta, de mayor tamaño y más abundante en enlaces presentando mayor irregularidad en cuanto a la separación de las palabras. Su uso fue general desde el último tercio del siglo xv para los instrumentos públicos y las actuaciones judiciales, de donde le vino el nombre de letra procesal. Esta letra, viciosa ya en su origen, fue desde su principio degenerando y ni se sujetaba a reglas en cuanto a la figura de las letras, ni en cuanto a los enlaces ni en lo relativo a la división de palabras. En los últimos años del siglo xv llegó a hacerse exclusivo su uso en las escribanías y tantos perjuicios acarreó que hubo necesidad de que se dictaran disposiciones legales para evitar sus inconvenientes.